# Louze
Louze is een plaats en voormalige gemeente in het Franse departement Haute-Marne in de regio Grand Est. De plaats telde 303 inwoners op 1 januari 2018.

## Geschiedenis
Op 1 januari 2016 is Louze gefuseerd met Droyes, Longeville-sur-la-Laines en Puellemontier tot de huidige gemeente Rives Dervoises. Deze gemeente maakt deel uit van het arrondissement Saint-Dizier.

## Geografie
De oppervlakte van Louze bedraagt 20,65 vierkante kilometer; Op 1 januari 2018 was de bevolkingsdichtheid 14,7 inwoners per km².
De onderstaande kaart toont de ligging van Louze met de belangrijkste infrastructuur en aangrenzende gemeenten.

## Demografie
Onderstaande figuur toont het verloop van het inwonertal.
Droyes · Longeville-sur-la-Laines · Louze · Puellemontier